# Diocesi di Weetebula
La diocesi di Weetebula (in latino Dioecesis Veetebulaënsis) è una sede della Chiesa cattolica in Indonesia suffraganea dell'arcidiocesi di Kupang. Nel 2022 contava 213.000 battezzati su 903.000 abitanti. È retta dal vescovo Edmund Woga, C.SS.R.

## Territorio
La diocesi comprende l'intera isola di Sumba, che appartiene amministrativamente alla provincia di Nusa Tenggara Orientale.
Sede vescovile è la città di Weetebula (nota anche come Tambolaka), dove si trova la cattedrale dello Spirito Santo.
Il territorio è suddiviso in 26 parrocchie.

## Storia
La prefettura apostolica di Weetebula fu eretta il 20 ottobre 1959 con la bolla Cum Nobis di papa Giovanni XXIII, ricavandone il territorio dal vicariato apostolico di Endeh (oggi arcidiocesi di Ende).
Il 6 febbraio 1969 la prefettura apostolica è stata elevata a diocesi con la bolla Qua sollicitudine di papa Paolo VI.
Originariamente suffraganea dell'arcidiocesi di Ende, il 23 ottobre 1989 è entrata a far parte della nuova provincia ecclesiastica dell'arcidiocesi di Kupang.

## Cronotassi dei vescovi
Si omettono i periodi di sede vacante non superiori ai 2 anni o non storicamente accertati.
- Gerard J. Legeland, C.SS.R. † (15 marzo 1960 - 1969 dimesso)
  - Sede vacante (1969-1985)
- Girulfus Kherubim Pareira, S.V.D. † (21 dicembre 1985 - 19 gennaio 2008 nominato vescovo di Maumere)
- Edmund Woga, C.SS.R., dal 4 aprile 2009

## Statistiche
La diocesi nel 2022 su una popolazione di 903.000 persone contava 213.000 battezzati, corrispondenti al 23,6% del totale.
| anno | popolazione | popolazione | popolazione | presbiteri | presbiteri | presbiteri | presbiteri                | diaconi | religiosi | religiosi | parrocchie |
| anno | battezzati  | totale      | %           | numero     | secolari   | regolari   | battezzati per presbitero | diaconi | uomini    | donne     | parrocchie |
| ---- | ----------- | ----------- | ----------- | ---------- | ---------- | ---------- | ------------------------- | ------- | --------- | --------- | ---------- |
| 1970 | 20.433      | 760.000     | 2,7         | 20         | 1          | 19         | 1.021                     |         | 26        | 11        |            |
| 1980 | 32.456      | 860.000     | 3,8         | 23         | 1          | 22         | 1.411                     |         | 33        | 19        | 13         |
| 1990 | 64.412      | 1.330.000   | 4,8         | 28         | 3          | 25         | 2.300                     |         | 50        | 33        | 13         |
| 1999 | 96.518      | 498.000     | 19,4        | 51         | 8          | 43         | 1.892                     |         | 55        | 60        | 14         |
| 2000 | 102.214     | 506.000     | 20,2        | 67         | 12         | 55         | 1.525                     |         | 65        | 78        | 17         |
| 2001 | 107.063     | 562.207     | 19,0        | 56         | 15         | 41         | 1.911                     |         | 52        | 76        | 17         |
| 2003 | 117.816     | 547.435     | 21,5        | 59         | 16         | 43         | 1.996                     |         | 60        | 72        | 18         |
| 2004 | 121.042     | 583.095     | 20,8        | 66         | 17         | 49         | 1.833                     |         | 64        | 63        | 19         |
| 2010 | 149.675     | 644.000     | 23,2        | 88         | 36         | 52         | 1.700                     |         | 67        | 81        | 24         |
| 2014 | 174.708     | 837.349     | 20,9        | 99         | 40         | 59         | 1.764                     |         | 124       | 68        | 25         |
| 2017 | 193.592     | 856.230     | 22,6        | 101        | 46         | 55         | 1.916                     |         | 120       | 87        | 25         |
| 2020 | 208.285     | 884.500     | 23,5        | 114        | 56         | 58         | 1.827                     |         | 120       | 87        | 26         |
| 2022 | 213.000     | 903.000     | 23,6        | 121        | 61         | 60         | 1.760                     |         | 122       | 87        | 26         |